# John Gorham Palfrey Jr.
John Gorham Palfrey Jr. (12 de marzo de 1919 - 28 de octubre de 1979) fue un académico, administrador y funcionario del gobierno estadounidense. Fue profesor de derecho en la Universidad de Columbia y se desempeñó como decano del Columbia College desde 1958 hasta 1962. También formó parte de la Comisión de Energía Atómica de los Estados Unidos desde 1962 hasta 1966.

## Primeros años
Palfrey nació en Beacon Hill, Boston, el 12 de marzo de 1919. Era hijo de Methyl Gertrude (de soltera Oakes) Palfrey y John Gorham Palfrey Sr., un destacado abogado de Boston. John y sus hermanas eran ávidos jugadores de tenis, y todas sus cinco hermanas ganaron un título nacional juvenil, incluida Sarah Palfrey Cooke, quien ganó dos títulos individuales, nueve de dobles femeninos y cuatro de dobles mixtos en el  Abierto de Estados Unidos.
Era bisnieto del congresista de Massachusetts John G. Palfrey y el primer decano de la Escuela de Divinidad de Harvard. Su abuelo, Francis Winthrop Palfrey, fue un historiador estadounidense y oficial de la Guerra Civil. Su familia desciende de William Palfrey, quien sirvió en la Guerra de Independencia de los Estados Unidos como ayudante de campo de George Washington.
Palfrey se graduó de la Academia Milton y del Harvard College en 1940, donde fue compañero de clase de John F. Kennedy. También estudió en la Facultad de Derecho de Harvard antes de que sus estudios fueran interrumpidos por la Segunda Guerra Mundial, durante la cual sirvió en el Cuerpo de Señales del Ejército y en la inteligencia militar en el Pentágono, retirándose como teniente primero.

## Carrera
Después de la facultad de derecho, sirvió en el equipo del asesor legal general de la Comisión de Energía Atómica durante tres años y pasó dos años en el Instituto de Estudios Avanzados en Princeton, Nueva Jersey.
Palfrey se unió a la facultad de Columbia en 1952, convirtiéndose en profesor titular en 1956. Fue nombrado decano de la facultad de artes liberales antes de ser designado por el presidente Kennedy para formar parte de la Comisión de Energía Atómica, y permaneció en ese puesto bajo el presidente Lyndon B. Johnson.
Tras concluir su mandato en la comisión, Palfrey sirvió como becario en el Instituto de Política de Harvard, el Centro Internacional de Académicos Woodrow Wilson y la Institución Brookings.

## Vida personal
En diciembre de 1942, Palfrey se casó con Belle Wyatt "Clochette" Roosevelt (1919-1985) en Fairfax, Virginia. Ella era nieta del presidente Theodore Roosevelt e hija de Kermit Roosevelt. Su boda contó con la presencia de Franklin D. Roosevelt y Eleanor Roosevelt. Juntos, fueron padres de:
- John "Sean" Gorham Palfrey III, quien se casó con Judith Swann Sullivan,[8] ambos profesores de medicina en la Escuela de Medicina de la Universidad de Boston y la Escuela de Medicina de Harvard, respectivamente.
- Antonia "Tonia" Ford Palfrey (1954–2022),[9] poeta, fotógrafa y pintora que fue nombrada en honor a su antepasada Antonia Ford. Estuvo comprometida con el fotógrafo Richard Allan Perrini en 1982.[10]

Palfrey murió el 28 de octubre de 1979, a los 60 años, en Boston.

## Descendientes
Su nieto, John Palfrey, formó parte de la facultad de la Facultad de Derecho de Harvard y fue director de la Phillips Academy. Actualmente es el presidente de la Fundación MacArthur. Otro nieto, Quentin Palfrey, actualmente se desempeña como asesor general adjunto en el Departamento de Comercio de los Estados Unidos y fue candidato demócrata en las elecciones de 2018 en Massachusetts para vicegobernador.